# Saint-Gervais-sur-Mare
Saint-Gervais-sur-Mare (okcitansko Sant Gervais) je naselje in občina v južnem francoskem departmaju Hérault regije Languedoc-Roussillon. Leta 2009 je naselje imelo 824 prebivalcev.

## Geografija
Naselje leži v pokrajini Languedoc znotraj naravnega regijskega parka Haut-Languedoc ob reki Mare, 46 km severozahodno od Béziersa.

## Uprava
Saint-Gervais-sur-Mare je sedež istoimenskega kantona, v katerega so poleg njegove vključene še občine Les Aires, Castanet-le-Haut, Combes, Hérépian, Lamalou-les-Bains, Le Poujol-sur-Orb, Rosis, Saint-Geniès-de-Varensal, Taussac-la-Billière in Villemagne-l'Argentière z 8.051 prebivalci.
Kanton Saint-Gervais-sur-Mare je sestavni del okrožja Béziers.

## Zanimivosti
Kraj je vmesna postaja romarske poti v Santiago de Compostelo, Via Tolosane.
- župnijska cerkev sv. Gervazija in Protazija,
- kapela Loretske Matere Božje.